# Kemisk potential
Kemisk potential, μ, är ett mått på den potential en substans har för att undergå förändring i ett system och är en storhet inom termodynamiken. Kemiska potentialen är Gibbs fria energi (G) per mol i den miljö ämnet befinner sig, det vill säga hur mycket totala G ändrar sig då en mol av ämnet tillförs den aktuella blandningen. Den kemiska potentialen motsvarar för partiklar vad temperaturen är för energi. Partiklar strävar att förflytta sig från högre kemisk potential till lägre precis som värme flödar från områden med höga temperaturer till områden med låga temperaturer. Den kemiska potentialen är därför helt central i termodynamiken för kemiska reaktioner och massflöden.

## Termodynamisk definition
Den kemiska potentialen av ämne j kan definieras på flera sätt. Den mest naturliga är derivatan av Gibbs fria energi  vid konstant tryck p, temperatur, T och substansmängd av alla andra ämnen i blandningen, {\displaystyle n_{i\neq j}}: 
{\displaystyle \mu _{j}=\left({\frac {\partial G}{\partial n_{j}}}\right)_{p,T,n_{i\neq j}}}
Definierad på detta sätt har den kemiska potentialen enheten J/K/mol. Denna definition framgår också av fundamentalekvationen för G:
{\displaystyle dG=-S\,dT+V\,dp+\sum _{j}\mu _{j}\,dn_{j}}
Fundamentalekvationen ger att vid konstant tryck och temperatur är
{\displaystyle G=\sum _{j}\mu _{j}n_{j}}
Genom förändring av antalet molekyler (antalet mol) av varje ämne kan alltså systemet finna den sammansättning som ger lägst fri energi, jämviktsläget, vid konstant tryck och temperatur.
Andra vanliga definitioner relaterar den kemiska potentialen till Helmholtz fria energi A och systemets inre energi U
{\displaystyle \mu _{j}=\left({\frac {\partial A}{\partial n_{j}}}\right)_{V,T,n_{i\neq j}}=\left({\frac {\partial U}{\partial n_{j}}}\right)_{V,S,n_{i\neq j}}}
Den första av dessa är användbar därför att den tillåter oss att relativt enkelt beräkna den kemiska potentialen teoretiskt med hjälp av statistisk mekanik från den kanoniska ensemblen och den andra uppkommer naturligt då man inför begreppet inre energi. Praktiskt är den sista definitionen dock inte särskilt användbar därför att villkoret att entropin, S, är konstant kan vara svårt att realisera experimentellt.

## Den kemiska potentialens koncentrationsberoende
Generellt kan den kemiska potentialen skrivas
{\displaystyle \mu _{j}(X_{j})=\mu _{j}^{\ominus }+RT\ln {a_{j}(X_{j})}}
där {\displaystyle \mu _{j}^{\ominus }} är den kemiska potentialen i ämnets standardtillstånd (som kan vara ett verkligt eller hypotetiskt tillstånd) och {\displaystyle a_{j}(X_{j})} är ämnets aktivitet vid koncentrationen Xj. Den kemiska standardpotentialen är alltså den kemiska potentialen för ämnet då aktiviteten är lika med ett. Aktiviteten definieras av
{\displaystyle a_{j}={\frac {\gamma _{j}X_{j}}{X_{j}^{\ominus }}}}
där {\displaystyle \gamma _{j}} är ämnets koncentrationsberoende aktivitetskoefficient och {\displaystyle X_{j}^{\ominus }} är koncentrationen i standardtillståndet. Definierad på detta sätt blir aktiviteten enhetslös. 
Koncentrationen {\displaystyle X_{j}} anges vanligen i molar för upplösta ämnen och Pascal eller bar för gaser. 
Aktivitetskoefficienten är definierad så att den går mot ett i någon gräns, oftast oändlig utspädning eller rent ämne, så att den kan utelämnas i ekvationerna då man befinner sig nära den gränsen. Det är alltså inte säkert att aktivitetsfaktorn är ett vid standardkoncentrationen {\displaystyle X_{j}^{\ominus }} eftersom ekvationen skall ge den korrekta kemiska potentialen där. Då {\displaystyle X_{j}=X_{j}^{\ominus }} har man alltså
{\displaystyle \mu _{j}(X_{j}^{\ominus })=\mu _{j}^{\ominus }+RT\ln {\gamma _{j}(X_{j}^{\ominus })}}
I det koncentrationsintervall där aktivitetsfaktorn är ungefär ett är den kemiska potentialen
{\displaystyle \mu _{j}=\mu _{j}^{\ominus }+RT\ln {X_{j}}}
Om man vill, kan man här helt enkelt betrakta {\displaystyle \mu _{j}^{\ominus }} som den passningsparameter som gör att ekvationen ger rätt kemisk potential i det koncentrationsintervall man är intresserad av. Viss försiktighet krävs dock eftersom man då i praktiken har definierat ett eget standardtillstånd som inte nödvändigtvis överensstämmer med de etablerade.
Mycket ofta utelämnar man {\displaystyle X_{j}^{\ominus }} i uttrycket för den kemiska potentialens koncentrationsberoende. Aktiviteten får då samma enhet som koncentrationen och den kemiska standardpotentialen, såväl som jämviktskonstantens värde, (se nedan) beror av vald koncentrationsenhet. 

## Kemiska potentialen och kemisk jämvikt
I kemisk jämviktslära brukar man införa beteckningen {\displaystyle \Delta _{r}G^{\ominus }} som är relaterad till jämviktskonstanten {\displaystyle K} och de kemiska standardpotentialerna genom 
{\displaystyle \Delta _{r}G^{\ominus }=\Delta _{r}\mu ^{\ominus }=\sum _{p=\{\mathrm {produkter} \}}c_{p}\mu _{p}^{\ominus }-\sum _{r=\{\mathrm {reaktanter} \}}c_{r}\mu _{r}^{\ominus }=-RT\ln {K}}
där cp och cr är de stökiometriska koefficienterna för produkterna och reaktanterna i reaktionen. Denna relation används flitigt inom kemin men tolkningen av {\displaystyle \Delta _{r}\mu ^{\ominus }} kan vara förrädisk eftersom dess värde tydligt beror av valet av standardtillstånd och, om man utelämnat {\displaystyle X_{j}^{\ominus }} i aktivitetsdefinitionen, vald koncentrationsenhet vid beräkning av jämviktskonstanten.